# Elezioni comunali in Piemonte del 1983
Le elezioni comunali in Piemonte del 1983 si tennero il 26-27 giugno.

## Provincia di Torino

### Ciriè
| Partito                            | Partito                                     | Voti   | %     | Seggi | Differenza (%) | /       |
| ---------------------------------- | ------------------------------------------- | ------ | ----- | ----- | -------------- | ------- |
|                                    | Democrazia Cristiana                        | 4 273  | 36,12 | 12    | 10,36          | 3       |
|                                    | Partito Comunista Italiano                  | 3 298  | 27,88 | 9     | 0,10           | Stabile |
|                                    | Partito Socialista Italiano                 | 1 515  | 12,81 | 4     | 0,74           | Stabile |
|                                    | Partito Liberale Italiano                   | 892    | 7,54  | 2     | 0,74           | Stabile |
|                                    | Partito Repubblicano Italiano               | 706    | 5,97  | 1     | 0,90           | 1       |
|                                    | Partito Socialista Democratico Italiano     | 456    | 3,85  | 1     | 0,69           | Stabile |
|                                    | Democrazia Proletaria                       | 378    | 3,19  | 1     | 1,11           | 1       |
|                                    | Movimento Sociale Italiano-Destra Nazionale | 320    | 2,70  | 0     | 1,19           | Stabile |
| Totale                             | Totale                                      | 11 829 | 100   | 30    |                |         |
| Fonte: Archivio storico La Stampa. |                                             |        |       |       |                |         |

## Provincia di Novara

### Novara
| Partito                            | Partito                                      | Voti   | %     | Seggi | Differenza (%) | /       |
| ---------------------------------- | -------------------------------------------- | ------ | ----- | ----- | -------------- | ------- |
|                                    | Partito Comunista Italiano                   | 18 956 | 27,63 | 15    | 3,00           | 1       |
|                                    | Democrazia Cristiana                         | 18 191 | 26,52 | 14    | 11,54          | 6       |
|                                    | Partito Socialista Italiano                  | 10 686 | 15,58 | 8     | 4,06           | 2       |
|                                    | Partito Socialista Democratico Italiano      | 7 226  | 10,53 | 5     | 4,83           | 2       |
|                                    | Partito Repubblicano Italiano                | 3 826  | 5,57  | 3     | 2,57           | 2       |
|                                    | Movimento Sociale Italiano-Destra Nazionale  | 3 647  | 5,32  | 2     | 1,43           | Stabile |
|                                    | Partito Liberale Italiano                    | 3 573  | 5,21  | 2     | 1,42           | 1       |
|                                    | Partito di Unità Proletaria per il Comunismo | 1 346  | 1,96  | 1     | 0,27           | Stabile |
|                                    | Piemont                                      | 664    | 0,97  | 0     | -              | -       |
|                                    | La Spiga                                     | 486    | 0,71  | 0     | -              | -       |
| Totale                             | Totale                                       | 68 601 | 100   | 50    |                |         |
| Fonte: Archivio storico La Stampa. |                                              |        |       |       |                |         |